# Lilium humboldtii
Lilium humboldtii ist eine Art aus der Gattung der Lilien (Lilium) in der Sektion Pseudolirium innerhalb der Familie der Liliengewächse (Liliaceae).

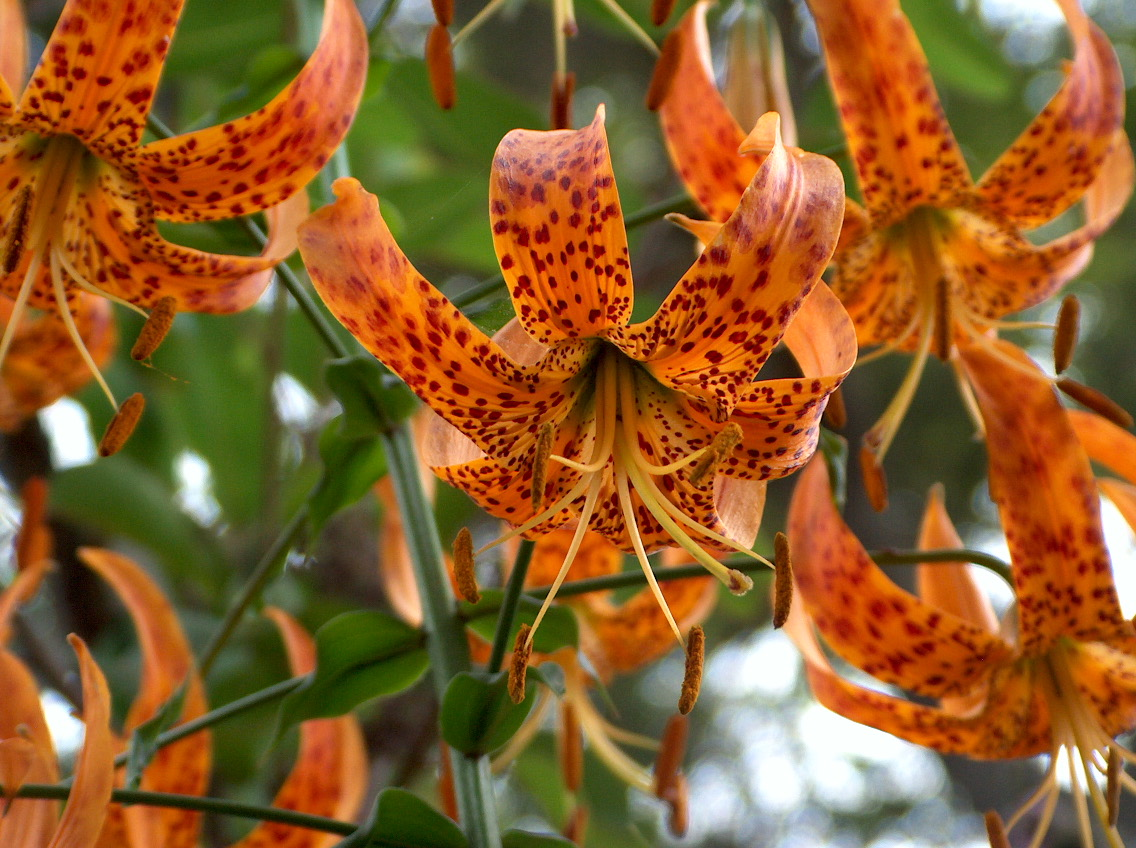
Lilium humboldtii var. ocellatum

## Beschreibung
Lilium humboldtii ist eine mehrjährige, krautige Pflanze, die Wuchshöhen von 80 cm bis 120 Zentimetern erreicht. Die Zwiebeln sind klein und oval, sie sind mit weißen bis purpurnen Schuppen überzogen und bilden Rhizome aus. Der Stängel ist hart und gerade. Die ovalen bis lanzettlichen Laubblätter sind bis zu 14,5 cm lang und bis zu 3,6 cm breit. Sie sind in zwei bis acht Quirlen aus drei bis sechzehn Blättern angeordnet.
Sie blüht im Juli in einer pyramidenförmigen, rispigen Blütenständen mit bis zu 30 nickenden, stark duftenden Blüten. Die zwittrigen, dreizähligen Blüten haben sechs stark zurückgebogene, 5 bis 10 cm lange, gleichgeformte Blütenhüllblätter (Tepalen) (türkenbundform). Die Grundfarbe der Blüten ist gelb bis rot-orange mit braunen oder purpurnen Punkten. Jede Blüte hat sechs Staubblätter. Die Antheren und Pollen sind dunkelorange, und die Filamente cremeweiß. Jede Blüte hat drei Fruchtblätter. Die Nektarien sind papillös. Die Samen reifen in 3 bis 5 Zentimeter großen Samenkapseln.

## Verbreitung
Lilium humboldtii ist in Kalifornien endemisch, sie findet sich oft in Eichen- oder Kiefernwäldern. Die Art ist durch die zunehmende Zerstörung ihres Lebensraums selten geworden.

## Taxonomie und Systematik
Lilium humboldti wurde 1870 von Maximilian Leichtlin in Nursery Cat. (Leichtlin) Seite [1] erstbeschrieben. Benannt ist sie nach Alexander von Humboldt.
Neben der Nominatform Lilium humboldtii var. humboldtii existiert die Varietät:
- Lilium humboldtii var. ocellatum (Kellogg) Baker: Sie entwickelt mehr und größere Punkte in den Blüten und bildet Wurzeln oberhalb der Zwiebel aus.

## Verwendung
Lilium humboldtii ist in der ersten Hälfte des 20. Jahrhunderts verstärkt zur Züchtung der 'Bellingham Hybriden' und später der 'Bellmaid Hybriden' herangezogen worden, wo sie mit Lilium pardalinum und Lilium parryi gekreuzt wurde. Diese Hybriden sind auch heute noch populär.